# Mesoleptus tripunctus
Mesoleptus tripunctus är en stekelart som först beskrevs av Forster 1876.  Mesoleptus tripunctus ingår i släktet Mesoleptus och familjen brokparasitsteklar. Inga underarter finns listade i Catalogue of Life.